# Thitiphan Puangchan
Thitiphan Puangchan (Suphan Buri, 1993. szeptember 1. –) thaiföldi válogatott labdarúgó.

## Klub
A labdarúgást a Suphanburi FC csapatában kezdte. 2012 és 2016 között a Muangthong United FC csapatában játszott. 2016-ban a Chiangrai United FC csapatához szerződött. 2018-ban a BG Pathum United FC csapatához szerződött.

## Nemzeti válogatott
2013-ban debütált a thaiföldi válogatottban. A thaiföldi válogatott tagjaként részt vett a 2019-es Ázsia-kupán. A thaiföldi válogatottban 34 mérkőzést játszott.

## Statisztika
| Thaiföldi válogatott | Thaiföldi válogatott | Thaiföldi válogatott |
| Időszak              | Mérk.                | gól                  |
| -------------------- | -------------------- | -------------------- |
| 2013                 | 2                    | 2                    |
| 2014                 | 2                    | 0                    |
| 2015                 | 1                    | 0                    |
| 2016                 | 0                    | 0                    |
| 2017                 | 6                    | 2                    |
| 2018                 | 11                   | 1                    |
| 2019                 | 9                    | 1                    |
| 2020                 | 0                    | 0                    |
| 2021                 | 3                    | 0                    |
| Összesen             | 34                   | 6                    |